# Наманган
Наманга́н (узб. Namangan / Наманган) — город, административный центр Наманганской области Республики Узбекистан. Наманган расположен на северной окраине Ферганской долины, менее чем в 30 км от границы с Кыргызстаном. Второй по численности населения город в Узбекистане после Ташкента.
В конце декабря 2022 года президент Узбекистана заявил, что Наманган будет выделен из состава Наманганской области и получит статус города республиканского подчинения.

## История

### Основание города
Считается, что название «Наманган» произошло от персидского «Намак кан» (نمک‌کان) — «соляная копь». Город Наманган восходит к XVII веку, когда на севере Ферганской долины возникло поселение местных соледобытчиков руд (наман канн). В XVII веке после разрушительного землетрясения сюда переселились жители Аксикента (Ахсыкента). Аксикент — древний город, который когда-то был центром Ферганской долины. В середине 18 века город стал административным центром провинции (вилоятом). 
Археологические раскопки показали наличие поселения на территории современного города (в районе каменного моста через Намангансай) в первые века нашей эры. По преданию, на территории поселения располагалось озеро, где добывалась поваренная соль.
Первые упоминания о собственно населённом пункте Наманган относятся к концу XV века, а с 1610 года Наманган стал городом. В 1620 году в Наманган переселились жители разрушенного землетрясением Ахсикента.
В развитии Намангана огромную роль сыграло прорытие канала Янгиарык в 1819—1821 годах. Российский путешественник и географ А. Ф. Миддендорф, посетивший Наманган в 1878 году, писал:
Как осуществилось одно из последних творений — Янгиарык в Наманганском уезде? Из каждого двора требовали по одному работнику. Вооружённый своим кетменем, он должен был работать на своих харчах в течение 15 дней по устройству обводнительного канала. По прошествии 3-х лет добились небольшого протока воды, а затем, в последующие 10 лет, канал был расширен и углублён.А. Ф. Миддендорф. Очерки Ферганской долины. СПБ, 1882.
Наманган был известен как ремесленный центр, в котором проживали гончары, ткачи, медники, кузнецы, красильщики, ювелиры, набойщики тканей и сапожники. Были развиты садоводство и шелководство, процветала торговля с Китаем, Бухарой и соседними кочевыми племенами.
Находясь в составе Кокандского ханства, Наманган переживал бесконечные междоусобицы, разорительные войны и набеги, подрывавшие экономику города. В 1843 году сын кокандского правителя Шералихана Худоярхан был беком в Намангане. В 1845 году Мусулманкул забрал 16-летнего Худояра в Коканд и провозгласил его ханом.

### В составе Российской империи
Бесконечные интриги, перевороты и следовавшие за ними беспорядки привели к тому, что Наманган в 1873—1876 годах присоединился к восстанию против Худоярхана.
Царь Александр II, поддерживая Худоярхана, послал войска для подавления восстания. 26 сентября 1875 года генерал Скобелев М. Д., переправившись через Сырдарью, занял город.

Однако уже через месяц (в октябре) мятежники захватили Наманган, и русский гарнизон, укрепившийся в цитадели, с трудом отбил атаки повстанцев.

Тогда Скобелев подтянул дополнительные силы и подверг Наманган артиллерийской бомбардировке, выбив мятежников из города и окончательно присоединив его к Российской империи.
После включения территории Кокандского ханства в состав империи город стал центром Наманганского уезда Ферганской области.
С присоединением к России в Среднюю Азию начал быстрыми темпами проникать промышленный, торговый и банковский капитал. По данным статистики, в 1892 году в Наманганском уезде работало 28 различных предприятий, на которых трудились 704 рабочих.

Быстрыми темпами развивалась хлопкоперерабатывающая промышленность. Самыми большими масштабами производства отличались 20 хлопкоочистительных заводов, которые вырабатывали 81,5 % всей валовой промышленной продукции.

В связи с развитием хлопкоперерабатывающей промышленности колоссально возрос спрос на хлопок-сырец. В 1892 году валовой сбор хлопка в уезде составил 22 600 тонн с 21 500 га, урожайность была 10,5 центнера.
В Намангане работало 10 хлопкоочистительных заводов (4 паровых, а остальные — водяные), 2 салотопенных завода, 8 мыловаренных, 10 кожевенных, 1 водочный; 15 мукомолен, 65 маслобоен, 3 толчеи, 9 гончарных, 2 кирпичные и 4 чугуноплавильных мастерских.
Развитие промышленности отразилось и на росте населения Намангана. Если по данным переписи 1897 года в нём проживало 62 017 человек, то в 1910 году уже 75 580 человек.
Наманган занимал 1-е место в Ферганской долине по численности школ и мактабов. В городе успешно работали одно приходское училище, одна русско-туземная начальная школа (с вечерними курсами для взрослых) и 68 мусульманских мактабов. Действовала больница на 20 коек.
В 1912 году город был соединён железной дорогой с Кокандом. Наманган превратился в один из промышленных центров и второй по численности населения город (после Ташкента) в Туркестанском генерал-губернаторстве.
В это время было построено множество зданий и сооружений, среди них — мавзолей Ходжамны-Кабры и медресе Муллы-Киргиза.

Герб Намангана (Российская империя).

22 октября 1908 года вместе с другими гербами Ферганской области был утверждён герб города Намангана. Его описание было таким:

В червлёном щите три серебряных шелковичных червя, свернувшихся в кольцо. В вольной части герб Ферганской области.

### При советской власти
С конца 1917 года в городе периодически происходили вооружённые столкновения между большевиками и контрреволюционными силами.
В апреле 1920 года Наманган посетил и пробыл несколько дней командующий Туркестанским фронтом и член комиссии ВЦИК по делам Туркестана Фрунзе М. В.. Вместе с ним в Наманган прибыли председатель комиссии ВЦИК по делам Туркестана Ш. З. Элиава и председатель Маргиланского союза «Кошчи» Юлдаш Ахунбабаев.
Примерно к середине 1923 года Красной Армии удалось подавить басмаческое движение в уезде. В результате национально-государственного размежевания 1924 года от территории Наманганского уезда были отделены 10 волостей (Чаткальская, Алабукинская, Аимская и другие), которые вошли в состав Киргизской автономной республики.
В 1926 году город пережил сильное землетрясение. Коллективизация, начавшаяся в 1927 году, сопровождалась массовым недовольством населения и вооружёнными выступлениями, продолжавшимися до конца второй пятилетки (1937 год).
В 1930 году в Намангане имелись 17 школ 1-й ступени и 2 школы повышенного типа (семилетка и девятилетка), работали 307 школ по ликвидации безграмотности. Функционировали 2 детсада, 2 детдома и 6 детплощадок.
В городе работали педагогический техникум, медицинский рабфак, 7 клубов, 31 красный уголок, 2 библиотеки, 3 кинотеатра и 1 музей-зоосад.
15 июня 1932 года, по инициативе известного узбекского поэта и просветителя Хамзы Хаким-заде Ниязи, в Намангане был открыт областной музыкально-драматический театр имени Алишера Навои, функционирующий и поныне.
10 марта 1941 года указом Президиума Верховного Совета СССР была образована Наманганская область в составе Узбекской ССР, а город Наманган стал её административным центром.
В 1941—1943 годах в эвакуации в Намангане находились проектный институт всесоюзного значения ГИПРОИВ и Всесоюзный научно-исследовательский институт искусственного волокна (ВНИИВ).

Также с сентября 1942 года по весну 1945 года в Намангане, а также Фергане, Андижане и Учкургане, временно базировалась Армавирская военная авиационная школа пилотов (АВАШП), в дальнейшем слившаяся с Краснодарским высшим военным авиационным училищем лётчиков.
В годы войны Наманганский химический завод выпускал стропы для парашютов. Около 24 000 наманганцев погибло на фронтах Великой Отечественной войны.
В 1961 году впервые организован фестиваль цветов, которые стал ежегодным событием города.

Советский герб Намангана

С 3 по 5 декабря 1990 года в городе произошли беспорядки на национальной почве. 2 декабря местные хулиганы устроили ссору и драку с военными в автобусе. В ходе беспорядков погибли 5 военнослужащих Советской Армии, которых хулиганы сожгли в том же автобусе, где была устроена драка. Также погибло трое гражданских лиц. События получили освещение в общесоюзных СМИ: газета «Комсомольская правда» писала об этих событиях в статье «Чёрные яблоки Намангана».
В 1990 году в Намангане открылся 1-й в СССР официальный учебный центр восточной медицины по подготовке специалистов бесконтактного массажа методом Джуны Давиташвили с выдачей официального документа при ОНИЛ ДД ИОФ АН СССР (Отраслевая научно-исследовательская лаборатория «дистанционная диагностика» института общей физики академии наук СССР). Его организатором являлся Тахир Касымович Мадаминов.

### Независимый Узбекистан
После обретения Узбекистаном независимости Наманган остался областным центром Наманганской области. В первой половине 1990-х годов в городе функционировали неправительственные псевдоисламские организации («Товба» и «Ислом Лашкарлари»). Данные организации ставили целью построение так называемого «халифата» в Ферганской долине. Это привело к напряжённой социальной обстановке в городе.

Однако к середине 1990-х годов властям удалось восстановить порядок в городе. Видные активисты псевдоисламского движения были вынуждены скрыться из республики, и влияние бандформирований пошло на убыль.
В 2003 году Давлатабадский район города Намангана был упразднён и напрямую подчинён хокимияту (администрации) города.
Территория города до 2016 года составляла 101,5 км². Затем к городу были присоединены части территории Наманганского, Уйчинского и Янгикурганского районов. В результате площадь города выросла до 145 км².
В 2025 году Советом Глав государств СНГ Намангану присвоено почётное звание почётное звание Содружества Независимых Государств «Город трудовой славы. 1941—1945 гг.».

## География
Наманган расположен в северной части Ферганской долины, в 200 км к юго-востоку от Ташкента (по дороге — около 300 км). Высота — 476 метров над уровнем моря.

## Население
Численность населения по состоянию на 1 января 2021 года составляла 640 100 жителей.
В городе проживают представители 20 национальностей, подавляющее большинство из них узбеки. По данным на 2011 год, их доля составляла 95,9 % населения города.
Доля русскоговорящего населения Намангана резко уменьшилась после распада СССР, большинство которого уехало в другие страны (прежде всего, в Россию).
| \| Год \| 1897[18] \| 1910 \| 1939 \| 1959 \| 1979 \| 1989 \| 1990 \| 1991 \| 1992 \| 1993 \| 1994 \| 1995 \| 1996 \| 1997 \| 1998 \| 1999 \| 2000 \| 2001 \| 2002 \| 2003 \| 2004 \| 2005 \| 2006 \| 2007 \| 2008 \| 2009 \| 2010 \| 2011 \| 2012 \| 2013 \| 2014 \| 2015 \| 2016 \| 2017 \| 2018 \| 2019 \| 2020 \| 2021 \| \| Население, человек[16] \| 62 017 \| 75 500 \| 80 000 \| 123 000 \| 227 000 \| 308 000 \| 311 000 \| 317 800 \| 331 200 \| 339 300 \| 347 000 \| 352 400 \| 360 700 \| 368 700 \| 375 100 \| 380 900 \| 386 200 \| 390 400 \| 394 900 \| 399 400 \| 404 000 \| 408 500 \| 413 300 \| 418 600 \| 425 500 \| 433 400 \| 441 300 \| 453 500 \| 461 100 \| 468 000 \| 475 700 \| 484 900 \| 493 300 \| 590 200 \| 600 200 \| 612 000 \| 626 200 \| 640 100 \| |        |        |        |         |         |         |         |         |         |         |         |         |         |         |         |         |         |         |         |         |         |         |         |         |         |         |         |         |         |         |         |         |         |         |         |         |         |         |
| Год | 1897   | 1910   | 1939   | 1959    | 1979    | 1989    | 1990    | 1991    | 1992    | 1993    | 1994    | 1995    | 1996    | 1997    | 1998    | 1999    | 2000    | 2001    | 2002    | 2003    | 2004    | 2005    | 2006    | 2007    | 2008    | 2009    | 2010    | 2011    | 2012    | 2013    | 2014    | 2015    | 2016    | 2017    | 2018    | 2019    | 2020    | 2021    |
| Население, человек | 62 017 | 75 500 | 80 000 | 123 000 | 227 000 | 308 000 | 311 000 | 317 800 | 331 200 | 339 300 | 347 000 | 352 400 | 360 700 | 368 700 | 375 100 | 380 900 | 386 200 | 390 400 | 394 900 | 399 400 | 404 000 | 408 500 | 413 300 | 418 600 | 425 500 | 433 400 | 441 300 | 453 500 | 461 100 | 468 000 | 475 700 | 484 900 | 493 300 | 590 200 | 600 200 | 612 000 | 626 200 | 640 100 |

Повышенный прирост населения в 2016 году объясняется присоединением к городу Намангану части пригородных территорий из состава Наманганского, Уйчинского и Янгикурганского районов.
Согласно всеобщей переписи населения Российской империи, проведённой 28 января (9 февраля) 1897 год путём непосредственного опроса всего населения на одну и ту же дату, в соответствии с Высочайше утверждённым в 1895 году «Положением о Первой всеобщей переписи населения Российской империи», Наманган был крупным городом в Средней Азии.
Численность населения и национальный состав Намангана согласно переписи 1897 года:
| всего  | сарты  | узбеки | таджики | персы | великороссы | малороссы | киргизы | кашгарцы | тюркские наречия не распределённые | поляки | немцы | цыгане | евреи | татары |
| ------ | ------ | ------ | ------- | ----- | ----------- | --------- | ------- | -------- | ---------------------------------- | ------ | ----- | ------ | ----- | ------ |
| 62 017 | 52 890 | 6      | 691     | 52    | 822         | 204       | 48      | 10       | 6670                               | 192    | 46    | 2      | 110   | 194    |

### Статус города-миллионера
В июне 2020 года президент Узбекистана Ш. Мирзиёев заявил:
В городе Намангане сейчас официально зарегистрировано 630 тысяч человек, а на практике проживает около 800 тысяч человек. Наманган становится большим городом, им не так просто управлять. Нужно стремиться к городу-миллионнику. Мировая практика показывает, что инвестор привлекает больше инвестиций, если население города составляет не менее 1 миллиона человек.
В сентябре 2021 года, в связи с презентацией президенту Узбекистана проекта городка «Новый Наманган», в информационном материале пресс-службы президента было сказано, что достижение Наманганом 1 млн жителей ожидается в 2026 году.

## Транспорт
Аэропорт Намангана расположен в 12 км от центра города. Действует железнодорожная станция Наманган. Троллейбусы ходили в Намангане с 1973 года по 3 января 2010 года.
Нерегулярность работы общественного транспорта (автобусов и троллейбусов) привели к тому, что основную долю пассажироперевозок осуществляют частные маршрутные такси.
Они состоят в основном из миниавтобусов «Дамас» южнокорейской компании «Daewoo» узбекской сборки. Также в настоящее время по всей территории города и области начали курсировать автобусы марки «Isuzu» узбекистанской сборки.

## Футбол
Футбол — один из популярнейших видов спорта в Намангане. В чемпионате Узбекистана город представляет клуб «Навбахор». Он был основан в 1974 году и сначала назывался «Текстильщик». С 1978 года клуб выступал во Второй лиге СССР. Однако неудачи вынудили тогдашнее руководство области в 1980 году переименовать команду в «Навбахор». В первенстве Узбекской ССР он занял 1-е место и получил право на участие во Второй лиге чемпионата СССР. В 7-й зоне Второй лиги в сезоне-1981 «Навбахор» занял почётное 3-е место.
В связи с изменением источника финансирования в 1984 году клуб был переименован в «Автомобилист», однако в 1988 году ему было возвращено название «Навбахор».
В сезоне-1990, выступая в зоне «Восток» Второй лиги, наманганцы набрали 58 очков и заняли 2-е место, пропустив вперёд ферганский «Нефтяник». Это позволило клубу подняться в Первую лигу.
В 1991 году «Навбахор» занял 9-е место, набрав 45 очков при положительной разнице забитых и пропущенных мячей (60-53). После объявления независимости Узбекистана клуб прочно обосновался в Высшей лиге республики.
В 1996 году «Навбахор» стал чемпионом Узбекистана, 9 раз (1993—1995, 1997—1999, 2003, 2004 и 2018) был лауреатом бронзовых медалей, а в 1992, 1995 и 1998 годах — обладателем Кубка Узбекистана.
В розыгрыше-1998 наманганцы, победив в финале Кубка ферганский «Нефтчи», в 3-й раз завоевали трофей и навсегда оставили его в клубе.
В 1999 году «Навбахор» стал 1-м обладателем Суперкубка Узбекистана. Немало игроков клуба выступало за сборную Узбекистана. В 2006 году «Навбахор» был переименован в «Навбахор-Н».
В сезоне-2016 клуб вновь сильно сдал свои позиции и закончил чемпионат лишь на 15-м месте, что стало для него худшим результатом в новейшей истории.
«Навбахор» имеет свой стадион под названием «Марказий» (в переводе — «Центральный»), расположенный в 3-м микрорайоне города Намангана.

## Религия

### Ислам
Наманган — город с сильными мусульманскими традициями. Даже в годы Советской власти наманганские исламоведы занимали ведущие посты в религиозных учреждениях Бухары и Ташкента, работали имамами в крупнейших мечетях Центральной Азии. За период 1990—92 годов населением города были воздвигнуты десятки мечетей. В 1997 году их число в городе достигло 270, а по всей Наманганской области — более 690. При Советской власти (по состоянию на 1 января 1987 г.) в Наманганской области при населении 1,4 миллиона человек было всего три действующих мечети, а до Октябрьской социалистической революции 1917 года их было более 400 при населении 180 тысяч человек.

### Христианство
- Храм Архангела Михаила (Наманган)
- Храм Архангела Михаила (Наманган, действующий)
- Наманганская городская церковь Евангелистских Баптистских христиан.

### БахаиУзбекистана
- с 2022 официально функционирует Бахаи центр

## Достопримечательности

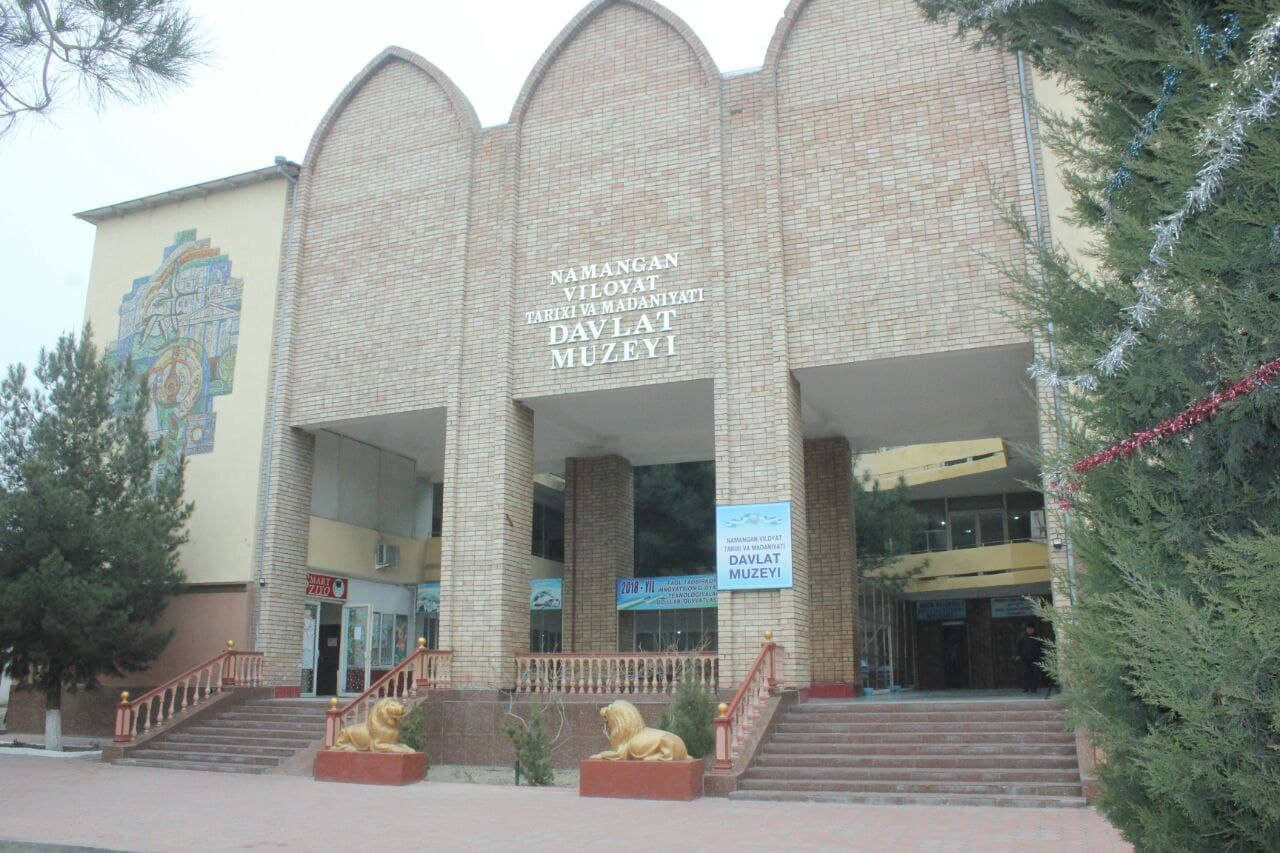
Музей истории и культуры Наманганской области

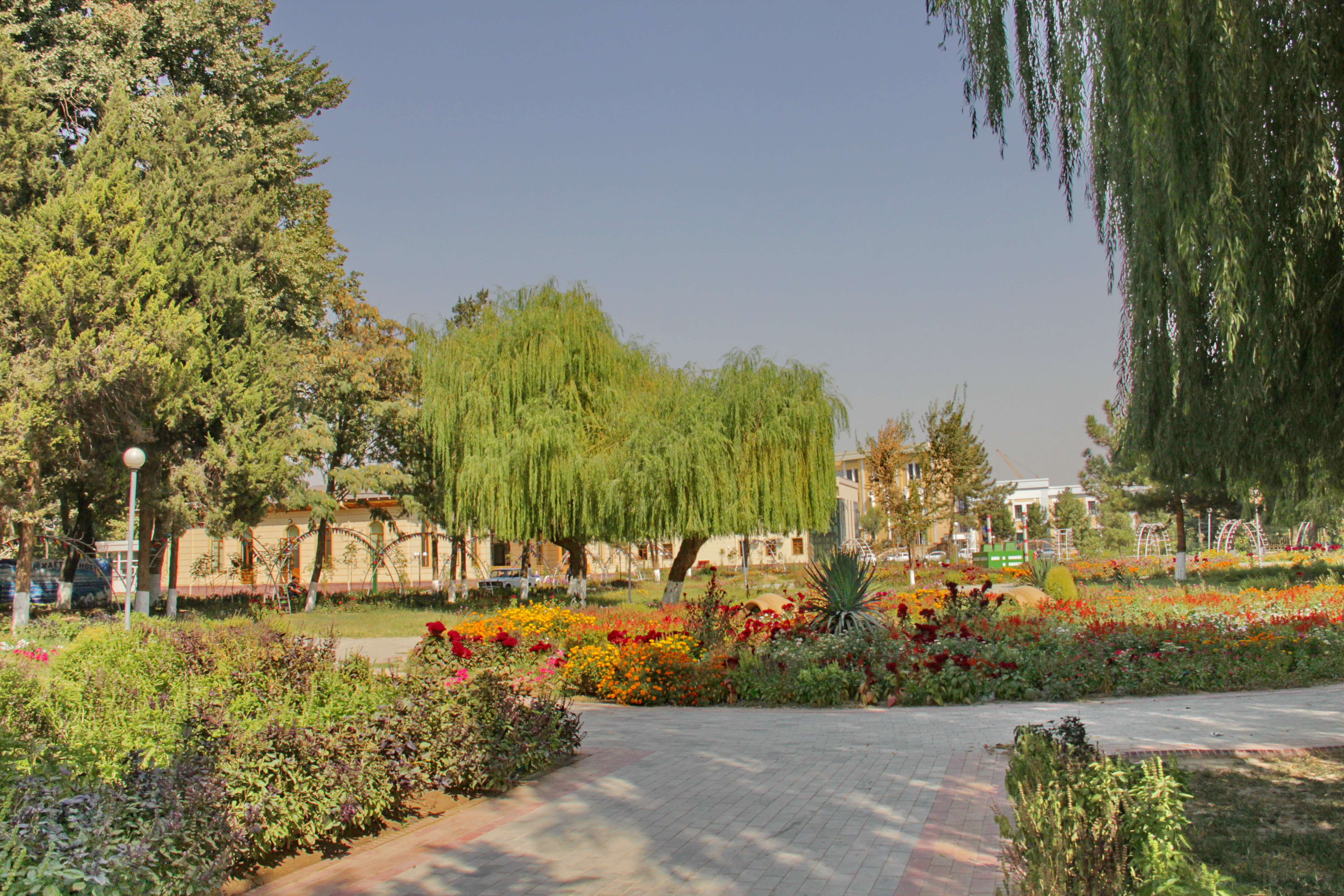
В парке Бабура

- Государственный музей истории и культуры Наманганской области
- Мечеть Сирли — построенная в XIX или в начале XX века
- Мавзолей Ходжамны-Кабры, возведенный в XVIII веке под руководством известного мастера Мухаммада Ибрагима, сына Абдурахима. Мавзолей был построен в те времена, когда Наманган превращался в один из крупных городов Ферганской долины. Причудливая терракота, теснённая многоцветной поливной облицовкой, украшает здание мавзолея.
- Медресе Муллы-Киргиза (1910 год), мечеть Атавалихона, мечеть Аттавалик-Хонтур и мечеть Муллы Бозора Охунда.
- Дом Султана Ахмедова (XIX век).
- Наманганский парк, основанный в 1884 году, был вначале садом уездного начальника. Он стал доступен для жителей города только после Октябрьской революции 1917 года. С 1938 года парк носил имя А.С. Пушкина, а после приобретения республикой независимости в 1991 году получил имя Бабура. Он расположен в центре города, к нему ведут 12 городских улиц, а его территория составляет около 14 га.
- Наманганский национальный исторический музей, а также наманганский арк (крепость / цитадель) находятся на территории нынешнего парка Бабура. Во время восстания в Намангане антисоветских элементов цитадель служила местом укрытия красноармейцев. Позднее арк был срыт, оставшиеся фрагменты крайне незначительны.

## Хокимы
1. Ботиров Илхомиддин Жабборович[24],
2. Дадабаев Тулкин Туланович (с июля 2011)[25],
3. Бекходжаев Баходир Маматович (4 июня 2013 — июнь 2017)[26],
4. Абдуразаков Шавкатжон Шокирджанович (с июня 2017 года[27] до марта 2020 года[28]).
5. Олимжон Ботирович Исаев (с марта 2020 года[28] до февраля 2021 года[29]).
6. Гофир Орибжанович Жамолов (Джамалов[1]) (с февраля 2021 года[29] до декабря 2023 года[1]).
7. Анваржон Хожаханович Отаходжаев (с декабря 2023 года[1]).

## Города-побратимы
- Мингечевир, Азербайджан[30]